# Andrzej Terej
Andrzej Terej (ur. 8 sierpnia 1961, zm. 4 maja 2008) – polski producent filmowy i pilot rajdowy.

## Życiorys
W 1988 roku zdobył tytuł Rajdowego Samochodowego Mistrza Polski w załodze z Robertem Herbą. W latach 90. zajął się produkcją filmową. Był współwłaścicielem Studia D.T. Film. Był Producentem m.in. „Autoportret z kochanką” Radosława Piwowarskiego, „Operacja Samum” Władysława Pasikowskiego oraz serial „Fałszerze – powrót Sfory” Wojciecha Wójcika.

## Filmografia
- 1995 – Ekstradycja
- 1996 – Autoportret z kochanką
- 1999 – Operacja Samum
- 2002 – Sfora − kurier
- 2005 – Dom niespokojnej starości
- 2006 – Fałszerze – powrót Sfory

## Mistrzostwa Polski
- 1988 w załodze z Robertem Herbą